# Malherbe-sur-Ajon
Malherbe-sur-Ajon es una comuna francesa situada en el departamento de Calvados, en la región de Normandía.

## Historia
Fue creada el 1 de enero de 2016, en aplicación de una resolución del prefecto de Calvados de 9 de diciembre de 2015 con la unión de las comunas de Banneville-sur-Ajon y Saint-Agnan-le-Malherbe, pasando a estar el ayuntamiento en la antigua comuna de Banneville-sur-Ajon.

## Demografía
| Gráfica de evolución demográfica de Malherbe-sur-Ajon entre 1800 y 2021 |
|                                                                         |

Los datos entre 1800 y 2013 son el resultado de sumar los parciales de las dos comunas que forman la nueva comuna de Malherbe-sur-Ajon, cuyos datos se han cogido de 1800 a 1999, para las comunas de Banneville-sur-Ajon y Saint-Agnan-le-Malherbe de la página francesa EHESS/Cassini. Los demás datos se han cogido de la página del INSEE.

## Composición
| Comuna delegada         | Código INSEE | Población (2013) | Superficie (km²) | Densidad (hab./km²) |
| ----------------------- | ------------ | ---------------- | ---------------- | ------------------- |
| Banneville-sur-Ajon     | 14037        | 383              | 5.63             | 68                  |
| Saint-Agnan-le-Malherbe | 14553        | 111              | 6.14             | 18                  |